# Edward F. Tedesco
Edward F. Tedesco, o Ed Tedesco (...), è un astronomo statunitense.
Tedesco è membro della Unione Astronomica Internazionale ed è stato membro delle Commissioni 51, 22 e 15; di quest'ultima è stato anche presidente.

## Studi
Si è laureato nel 1979 presso la New Mexico State University con la tesi A Photometric Investigation of the Colors, Shapes, and Spin Rates of Hirayama Family Asteroids. Ha ricevuto un Ph. D.

## Carriera
Tedesco fin dall'università si è occupato dei corpi minori; inizialmente si è occupato oltre degli asteroidi anche delle meteore e delle comete ma rapidamente il suo interesse si è focalizzato sugli asteroidi ed in particolare sulla loro formazione ed evoluzione nel tempo, le loro caratteristiche fisiche, la formazione di famiglie asteroidali a seguito di collisioni, le variazioni di luminosità, la determinazione della loro forma e dei loro poli di rotazione. 
Inizialmente ha lavorato presso il Jet Propulsion Laboratory poi in seguito presso il Planetary Science Institute.
Per i suoi studi Tedesco ha collaborato con i team che hanno progettato, costruito e gestito osservatori spaziali quali l'IUE, l'IRAS, l'ISO, lo Spitzer ed il NEOSSat.

## Riconoscimenti
Gli è stato assegnato il Minor Planet Research/Discovery Award per l'anno 1974.
Gli è stato dedicato un asteroide, 2882 Tedesco